# 穆托诺
穆托诺（法語：Moutonneau，法語發音：[mutɔno]）是法国夏朗德省的一个市镇，属于孔福朗区。

## 地理
穆托诺（45°54'27"N, 0°14'14"E）面积4.22 平方千米，位于法国新阿基坦大区夏朗德省，该省份为法国西部内陆省份，北起德塞夫勒省和维埃纳省，东临上维埃纳省，东南至多尔多涅省，南至多爾多涅省，西接滨海夏朗德省。
与穆托诺接壤的市镇（或旧市镇、城区）包括：丰特尼耶、利谢尔、夏朗德河畔欧纳克。

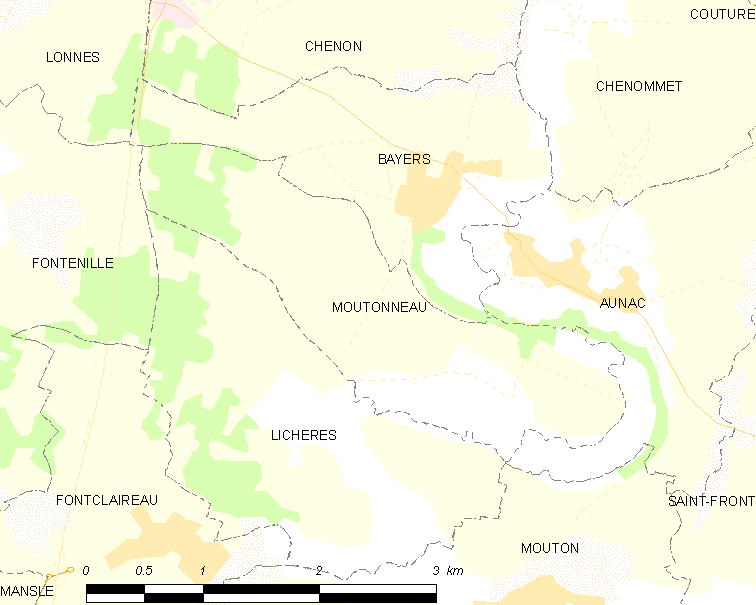
穆托诺的OSM定位图

穆托诺的时区为UTC+01:00、UTC+02:00（夏令时）。

## 行政
穆托诺的邮政编码为16460，INSEE市镇编码为16238。

## 政治
穆托诺所属的省级选区为布瓦克斯-芒卢瓦县。

## 人口

1962-2008年间穆托诺人口变化图示

穆托诺于2022年1月1日时的人口数量为104人。